# Parahopeite
La parahopeite è un minerale.